# 빌리암 크비스트
빌리암 크비스트 예르겐센(덴마크어: William Kvist Jørgensen, 1985년 2월 24일 ~ )는 덴마크의 전 축구 선수이다. 그는 수비수 자리와 미드필더 자리에 배치시킬 수 있지만, 그는 주로 중앙 미드필더로 기용되었다. 그는, 하지만, 2007년 가을에 라르스 야콥센을 대체하며, 즈데네크 포스페흐가 복귀하기 전에 미드필더 자원 충족을 위하여 FC 코펜하겐과 계약을 맺었다.
그는 다양한 연령대의 청소년 국가대표팀 소속으로 총 43경기를 출장하였으며, 현재 덴마크 축구 국가대표팀의 주축 선수중 한명이었다.

## 바이오그래피
윌란반도의 뢴데 출신으로, 크비스트는 지역 클럽인 토르사거 뢴데 IF에서 5세의 나이로 축구를 시작하였다. 2년 후, 그의 가족은 코펜하겐으로 이주하였고, 그는 켸벤하운 보드클럽에서 축구를 계속하였다. 이 클럽은 FC 코펜하겐에 버금가는 두 코펜하겐 클럽들 중 한클럽이다. 켸벤하운 소속으로, 그는 2000년 11월, 덴마크 청소년 국가대표에 데뷔하였으며, 2002년 UEFA U-17 챔피언쉽에서 4경기 출장하였다.
어린 시절, 그는 핸드볼도 한 적이 있어서, 그는 로리 델라프처럼 길게 스로인이 가능하다. 1996-97 시즌, 그는 덴마크 청소년 챔피언쉽을 FIF 소속으로 핸드볼을, 켸벤하운 소속으로 축구를 우승하였다.
2004년 빌리암은 1군으로 처음 승격되었다. 2005년 4월 23일, 그는 FC 노르셸란와의 경기에서 부상당한 라이트 백 올레 토비아센과 교체 투입되었다. 그의 FC 코펜하겐소속 첫골을 2006년 10월 22일, 3-0 승리로 종료된 비보리 FF와의 경기에서 막판 중거리슛으로 기록하였다.
AFC 아약스와의 UEFA 챔피언스리그 2006-07 3차 예선에서, 그의 패스는 아약스의 수비수 토마스 페르마엘런에 굴절되어 자책골로 기록되었다. 이 골은 결정적으로 FC 코펜하겐을 조별 리그로 진출시켰다.
2005-06 시즌, 그는 레프트 윙으로 자주 교체되어 나왔다. (그가 선호하지 않는 포지션이다. 그 외에도 그는 수비수와 타 미드필더 포지션으로 기용되었다.)
크비스트는 모르텐 올센 감독에 의해 덴마크 축구 국가대표팀으로 발탁되어 2007년 1월에 미국, 엘살바도르, 그리고 온두라스와의 비공식 친선전 경기에 출전하였다. 그는 이 3번의 경기에 모두 선발로 출전하였다. 2007년 1월 20일, 덴마크는 미국에 1-3으로 완패하였다.
라르스 야콥센이 1. FC 뉘른베르크로 2007년 여름에 이적함에 따라, 크비스트는 스톨레 솔바켄 감독에 의해 클럽의 새 라이트 백으로 기용되었다. 그가 라이트 백으로 기용되기전 50명의 다른 선수들을 시험해 보았지만 실패하였다. 8월 13일, 크비스트는 크리스마스 이전까지 라이트 백으로 기용되기를 희망하였고, 그는 그에게 가장 맞는 중앙 미드필더로 기용되기를 선호하였다.
그는 라이트 백 포지션으로 국가대표팀의 7경기 중 6경기를 뛰었다. 그는 2007년 8월 17일, 아일랜드와의 8월 22일 친선전을 위해 발탁되었다.
2010-11 시즌, 빌리암 크비스트는 안정적으로 주전 자리를 꿰차는 것은 물론이며, 그가 선호하는 중앙 미드필더로 새로 영입된 브라질의 미드필더, 클라우데미르 지 수자와 최고의 조합을 보임과 동시에 FC 코펜하겐의 최다 출장 선수 기록과 주장직을 햘테 뇌레가르트로부터 계승하였다. 크비스트는 중앙 미드필더로써의 모범을 보였다. 그는 주도권을 거의 빼앗기지 않고, 공을 현명하게 다루며, 몸싸움과 태클 능력, 넓은 시야로 양질의 패스를 하였다.
2011년 6월 16일, 그는 독일 분데스리가의 VfB 슈투트가르트로 비공개 이적료에 이적하였다. 그는 4년 계약을 체결하였다.

## 수상
FC 코펜하겐
- 덴마크 리그: 2005–06, 2006–07, 2008–09, 2009–10, 2010–11
- 덴마크 컵: 2008–09
- 덴마크 슈퍼리그 올해의 선수: 2010
- 덴마크 올해의 선수: 2010